# Glöthe
Glöthe ist ein Ortsteil der Stadt Staßfurt im Salzlandkreis in Sachsen-Anhalt, Deutschland.

## Geografie
Die Gemarkung von Glöthe liegt im Süden der Magdeburger Börde zwischen Bode und Saale. Die kleinen Seen um Glöthe sind ehemalige Tagebau-Restlöcher (heute teilweise Landschaftsschutzgebiet). Die Ortschaft befindet sich auf einer Seehöhe von 74 m ü. NHN auf flachwelligem und ertragreichem Boden.

## Geschichte
Der Ort wird erstmals 1226 im Zusammenhang mit einem Ludolph von Glothen urkundlich erwähnt. Historiker vermuten, dass sich der Ortsname Glöthen aus dem slawischen Wort Klodno oder Klode für Holzklotz entwickelte. Anfang des 14. Jahrhunderts stand Glöthe im Eigentum des Fürsten von Anhalt-Bernburg Bernhard II., der den Ort 1317 an den Erzbischof Burchard III. von Magdeburg veräußerte. 1370 musste dieser Glöthe an den Magistrat von Magdeburg verpfänden, an den schließlich auch die Eigentumsrechte übergingen. Im 18. Jahrhundert erwarb die Familie von Alvensleben Glöthe als Rittergut. Zum Ort gehörten zu diesem Zeitpunkt 46 Wohnhäuser, und es waren fünf Ackerleute, sechs Halbspänner und zehn Kossäten tätig. 1680 kam der Ort unter brandenburg-preußische Herrschaft. Nach der Niederlage Preußens gegen Napoleon gehörte er zum französisch beherrschten Königreich Westphalen und wurde vom Canton Calbe im Distrikt Magdeburg verwaltet. Nach der Vertreibung der Franzosen kam Glöthe wieder zu Preußen und wurde dem Landkreis Calbe a./S. zugeordnet. Bis in das 19. Jahrhundert hinein war Glöthe rein landwirtschaftlich orientiert. Mit der Eröffnung der Bahnstrecke Schönebeck–Güsten 1857, dem Abbau von Braunkohle und Kalkstein sowie der Errichtung einer Zementfabrik zogen viele Industriearbeiter in das Dorf, dessen Bevölkerungszahl von 496 im Jahre 1840 auf 1302 im Jahr 1910 steigerte. Zu Beginn des Zweiten Weltkriegs war die Zahl der Einwohner 1939 bereits wieder auf 1242 zurückgegangen. Im April 1945 wurde Glöthe von US-amerikanischen Truppen eingenommen und wurde drei Monate später der Roten Armee übergeben. Im Rahmen der in der Sowjetischen Besatzungszone (SBZ) von 1945 bis 1946 durchgeführten Bodenreform wurde das von Alvenslebensche Rittergut enteignet und in Einzelwirtschaften zersiedelt. Im Zuge der Verstaatlichung der Industriebetriebe wurde das Zementwerk zum Volkseigenen Betrieb (VEB) Kalk- und Zementwerk Glöthe. Nachdem 1949 auf dem Gebiet der SBZ die DDR gegründet worden war, führte diese eine erste Gebietsreform durch, mit der u. a. der Kreis Calbe mit Glöthe am 1. Juli 1950 in dem neu gebildeten Kreis Schönebeck aufging. Gleichzeitig wurde der Ort Üllnitz in Glöthe eingemeindet. In einer noch weiterreichenden Reform wurden am 25. Juli 1952 die Länder auf dem Gebiet der DDR zugunsten von Bezirken abgeschafft, wodurch Glöthe dem Bezirk Magdeburg zugeordnet wurde. Im gleichen Jahr wurde die Landwirtschaftliche Produktionsgenossenschaft (LPG) „Einheit und Frieden“ gegründet, der sich bis 1960 alle landwirtschaftlichen Betriebe anschließen mussten. 1955 wurde in Glöthe eine zentrale Wasserleitung gebaut. Die Einwohnerzahl wurde 1964 mit 1733 angegeben. Nach der Deutschen Wiedervereinigung 1990 wurde die LPG in eine Agrargenossenschaft nach bundesdeutschem Recht umgewandelt. Der Ulmer Zementkonzern Schwenk Zement baute ein neues Baustoffwerk und die BASF errichtete ein Werk für Betonzusatzmittel. Am 18. Mai 2006 wurde die Gemeinde Glöthe mit etwa 745 Einwohnern nach Förderstedt eingemeindet. Am 1. Januar 2009 wurde Förderstedt mit Glöthe in die Stadt Staßfurt eingemeindet. Damit wurde Glöthe zum eigenständigen Ortsteil von Staßfurt.

## Wappen
Blasonierung: „Schräg links geteilt von Silber und Blau, oben schwebend eine rote Ziegelmauer mit drei Schornsteinen, unten vier goldene Ähren, die Halme belegt mit einer goldenen Zuckerrübe.“

## Sehenswürdigkeiten
Die evangelische St.-Georg-Kirche steht im Zentrum des Ortes südlich der Friedensstraße. Im Kern gotisch wurde sie mehrfach umgebaut. In ihrer heutigen Form besteht sie aus dem quadratischen Westturm, Kirchenschiff und einem südlichen, spitzgiebligen Anbau. Nach Osten hin endet das Kirchenschiff mit einem polygonen Abschluss. Dort sind zwei aus dem 19. Jahrhundert stammende Fenster mit Abbildungen der Apostel Petrus und Paulus eingelassen. Zum Innern des flachgedeckten Schiffs gehören die Altarplatte mit vier romanischen Weihekreuzen und einen Reliquienschrein sowie die aus dem 17. Jahrhundert stammende Kanzel. Im Untergeschoss des Turms befindet sich Gruft des Rittergutsbesitzers und Kirchenpatrons Johann Engel Wahnschaffe. 

## In Glöthe geborene Persönlichkeit
- Dietmar Witteborn (* 1947), Glasgestalter

## Verkehrsanbindung
Glöthe liegt an der Bundesautobahn 14 (Magdeburg–Halle), weitere Straßenverbindungen bestehen zu allen umliegenden Städten. Der nächste Bahnhof befindet sich im Nachbarort Förderstedt (Strecke Magdeburg–Schönebeck (Elbe)–Güsten).

## Belege
1. ↑  Volksstimme Salzland-Kurier vom 15. Februar 2025.
2. ↑  StBA: Änderungen bei den Gemeinden Deutschlands, siehe 2006
3. ↑  StBA: Gebietsänderungen am 01.01.2009